# Masacre de Floresta
La Masacre de Floresta ocurrió el 29 de diciembre de 2001 en el barrio de Floresta, Buenos Aires, Argentina. Un policía, Juan De Dios Velaztiqui, mató a quemarropa a tres jóvenes dentro del minimercado de una estación de servicio, molesto por sus comentarios contra la Policía.

## Los hechos
Era la madrugada del sábado 29 de diciembre de 2001 y cuatro amigos sentados a la mesa en un minimercado miraban la televisión, donde mostraban los disturbios de la noche anterior, días después de la renuncia de Fernando de la Rúa a la Presidencia, y horas antes de la renuncia de Adolfo Rodríguez Saá.
Cuando la televisión mostró cómo los manifestantes golpeaban a un policía, Tasca comentó: «Al fin justicia por los 33». Al oírlo, el suboficial retirado Juan de Dios Velaztiqui —que custodiaba el lugar— respondió: «Basta», extrajo su arma, disparó y mató a Maximiliano Tasca, Cristian Gómez y Adrián Matassa. Enrique Díaz se salvó porque alcanzó a correr. Todos tenían entre 23 y 25 años.
Velaztiqui intentó fraguar una escena de robo, moviendo los cuerpos y plantando un cuchillo, pero no fue convincente y terminó detenido.
El episodio devino en una rebelión popular de los vecinos de Floresta, quienes concurrieron a la comisaría a reclamar justicia, y fueron reprimidos con gases lacrimógenos y balas de goma. Los vecinos encendieron barricadas y se inició una verdadera batalla campal en el barrio. La justicia penal porteña embargó a Velaztiqui por tres millones de pesos, convertibles a dólares en ese momento.

## Investigación y juicio
Durante la investigación se supo que el policía federal -vecino de Plátanos, en Berazategui- había sido parte de la represión ilegal de la década de 1970.
En marzo de 2003, un tribunal oral condenó al policía a prisión perpetua por «triple homicidio calificado por alevosía».

## Homenajes
En la Plaza Ciudad de Udine y la Plaza del Corralón hay murales con la cara de los tres jóvenes rodeadas de escudos y los colores del Club Atlético All Boys debido a la pasión que sentía Cristian Gómez y por la simpatía de Maximiliano Tasca y Adrián Matassa por este equipo.
El episodio inspiró a la banda No Te Va Gustar su tema El oficial.[cita requerida]
Existe un documental que reflexiona sobre la violencia policial, tomando como eje el caso. Fusilados en Floresta, dirigido por Diego Ceballos, fue estrenado el 7 de diciembre de 2006.